# Budza jezik
Budza jezik (ISO 639-3: bja; budja, buja, ebuja, embudja, limbudza, mbudja), nigersko-kongoanski jezik iz Demokratske Republike Kongo, kojim govori 226 000 ljudi (1985 popis) u provinciji Equateur. Ima četiri dijalekta mbila, monzamboli, bosambi i yaliambi.
Budza se klasificira podskupini lusengo koja ima (7) jezika i dio je šire skupine bangi-ntomba (C.40). Leksički mu je najbliži babango, 89%.U upotrebi je i lingala [lin],

## Vanjske poveznice
- Ethnologue (14th)
- Ethnologue (15th)